# Leandra Becerra Lumbreras
Leandra Becerra Lumbreras ((?) Tula, 31  augustus 1887 - Zapopan, 19 maart 2015) was mogelijk de oudste vrouw die ooit geleefd heeft voor zover bekend. Met haar 127 jaar zou ze ten tijde van haar dood elf jaar ouder zijn dan degene die op dat moment officieel als de oudste mens ter wereld te boek stond, de Japanse Misao Okawa. Ook zou ze vijf jaar ouder zijn geworden dan de Française Jeanne Calment, die officieel geldt als de oudste vrouw ooit. 
Het is echter onzeker of Lumbreras' veronderstelde geboortedatum klopt, omdat haar geboorteakte ontbreekt. Deze zou ze tijdens een verhuizing zijn kwijtgeraakt.

## Biografie
Leandra Becerra Lumbreras kwam uit een familie van zangers. Tijdens de Mexicaanse Revolutie, die in 1910 was uitgebroken, vocht ze naar verluidt mee als aanvoerder van de "Adelitas", een groep van vrouwelijke soldaten die samen met hun echtgenoten vochten. Ze zou daarbij ook een romantische affaire hebben gehad met een van de andere leiders van de revolutie, Margarito Maldonado, die haar een geweer cadeau deed dat ze in 2014 nog steeds in haar bezit had. Bij haar 127e verjaardag verklaarde ze dat ze haar goede gezondheid had te danken aan het eten van chocola, het feit dat ze nooit was getrouwd en aan het dagen achtereen kunnen slapen.
Ten tijde van haar dood waren haar vijf kinderen allemaal al overleden, de laatste in 2013. Daarnaast had Leandra Becerra Lumbreras 20 kleinkinderen die ook al niet meer allemaal in leven waren, evenals 73 achterkleinkinderen en 55 bet-achterkleinkinderen.